# 한국인터넷협회
한국인터넷협회는 1997년 1월 28일, 한국 인터넷 발전을 목적으로 국제적 창구 및 대표기구 역할을 하기 위해 출범한 한국의 사단법인이다. 초대 회장은 LG-EDS의 김범수 사장이, 부회장은 KAIST의 전길남 교수와 아이네트의 허진호 대표, 두산정보통신의 김천사 대표, 나우콤의 강창훈 대표, 프라임의 백종혜 대표가 선임되어 맡았다. 운영위원회 산하에 기술연구, 비즈니스, 행사 및 교육, 이용자 분과위원회가 설치되어 운영되었다.